# 商工センター
商工センター（しょうこうセンター）は、広島県広島市西区にある町名。1丁目から8丁目まである。町内の工業団地の通称にもなっているが、団地としての正式名称は、西部流通センターである。郵便番号は733-0833（広島西郵便局管区）。当地域の人口は4人、世帯数は3世帯。

## 地理
商工センターは広島市西区南岸部に位置する団地。 庚午・草津・井口地区の地先水面を埋め立てた西部開発事業により誕生した。周辺は広島県きっての釣りの名所で、釣り客が多数いる。

## 歴史

### 沿革
1958年（昭和33年）に当時の広島市長であった渡辺忠雄が「大広島計画」の基本構想の一つとして発表。
広島西部開発事業計画により造られた団地。広島西部開発事業計画は、山地部にて宅地を造成し、それらの排出土砂を利用した海面埋め立てにより、流通機能を高めたり工業用地不足を補うというものだった1964年に基本調査が始まり、1966年から事業着手。鈴ヶ峰の山麓を削り、現在の商工センターなどになる地区の埋め立てが行われた。1982年（昭和57年）竣工。草津・井口沖328万m2が埋め立てられた。

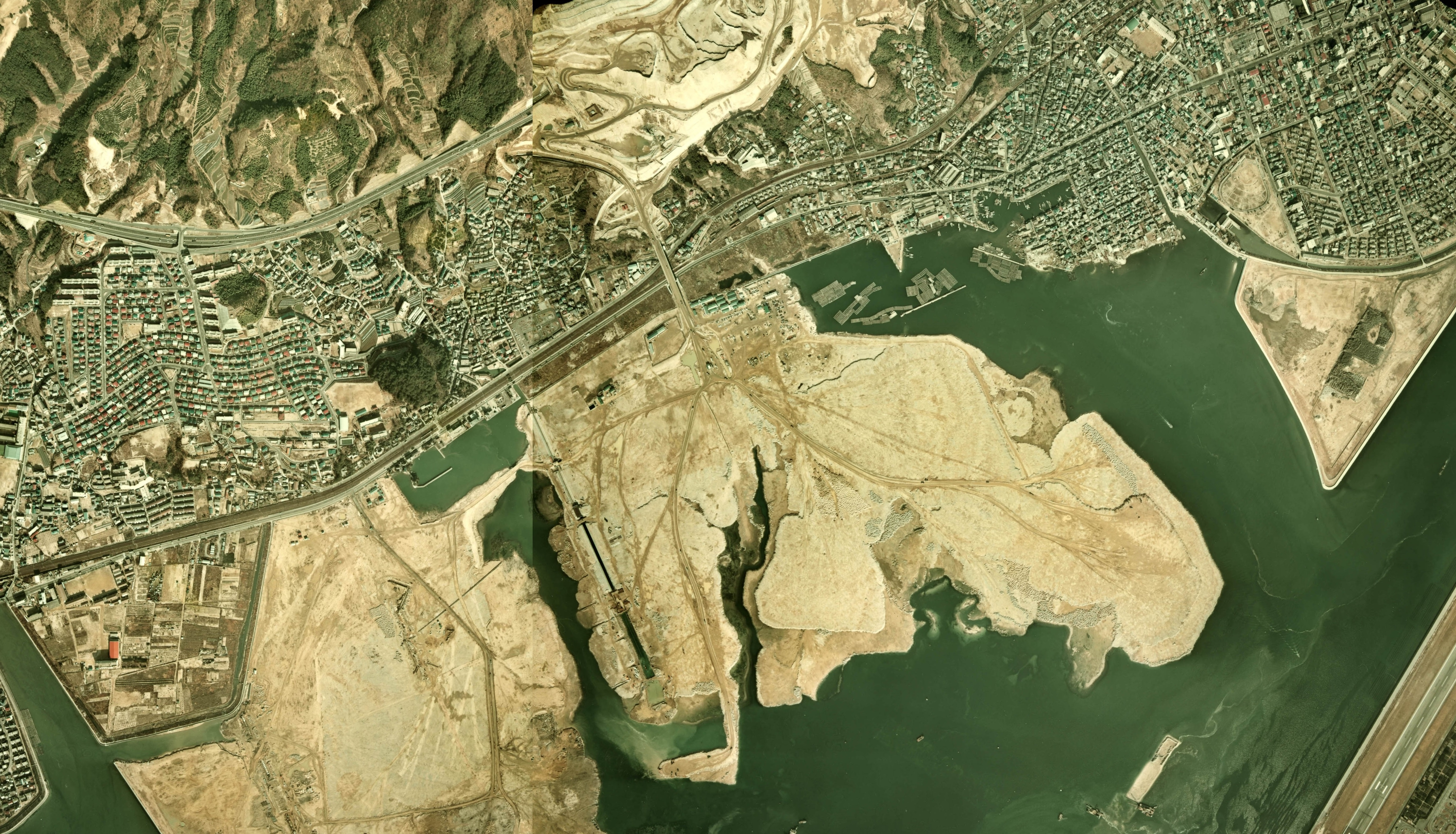
1974年度。鈴が峰住宅と同時進行で造成が進む。国土交通省 国土地理院 地図・空中写真閲覧サービスの空中写真を基に作成
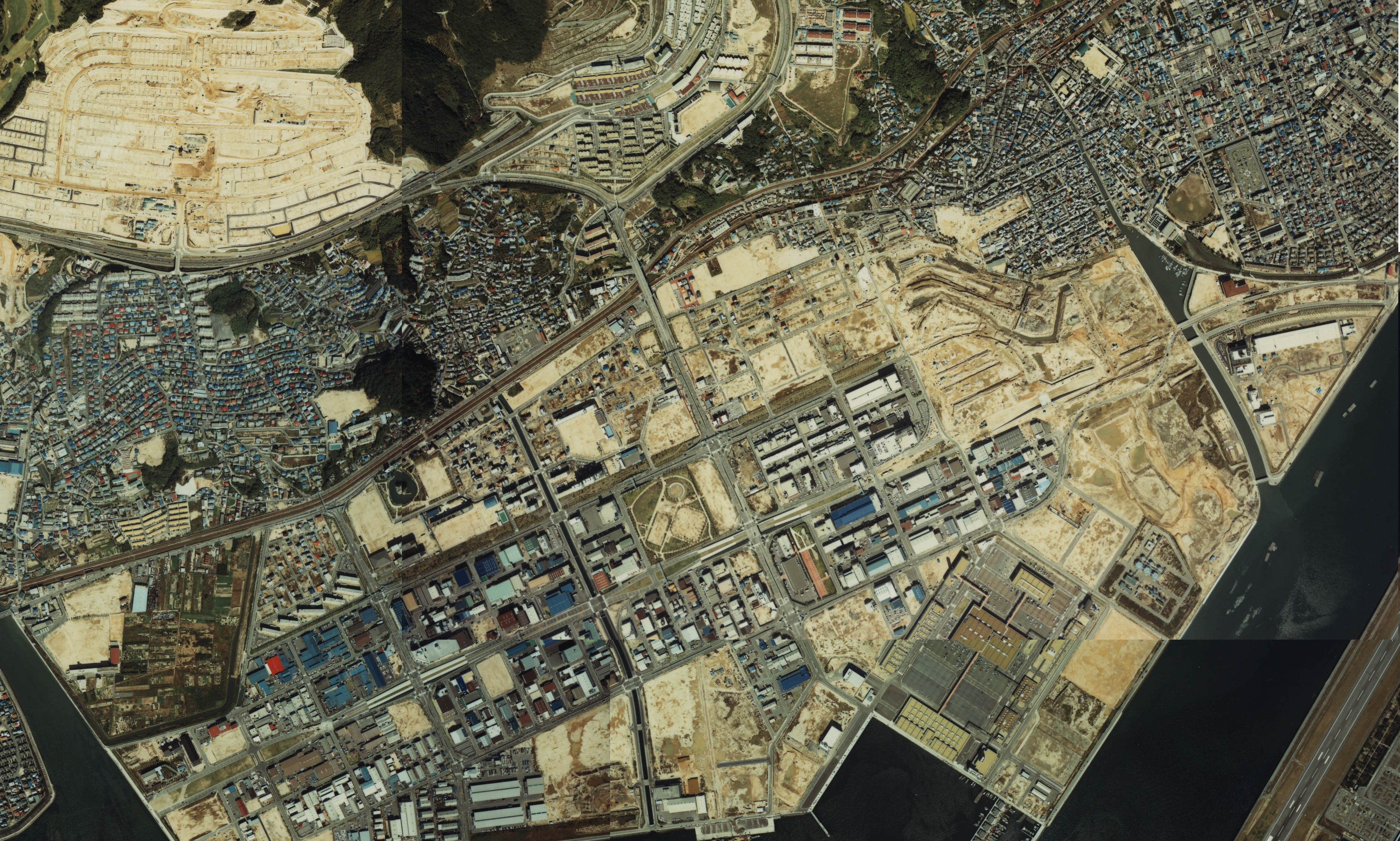
1981年度。国土交通省 国土地理院 地図・空中写真閲覧サービスの空中写真を基に作成
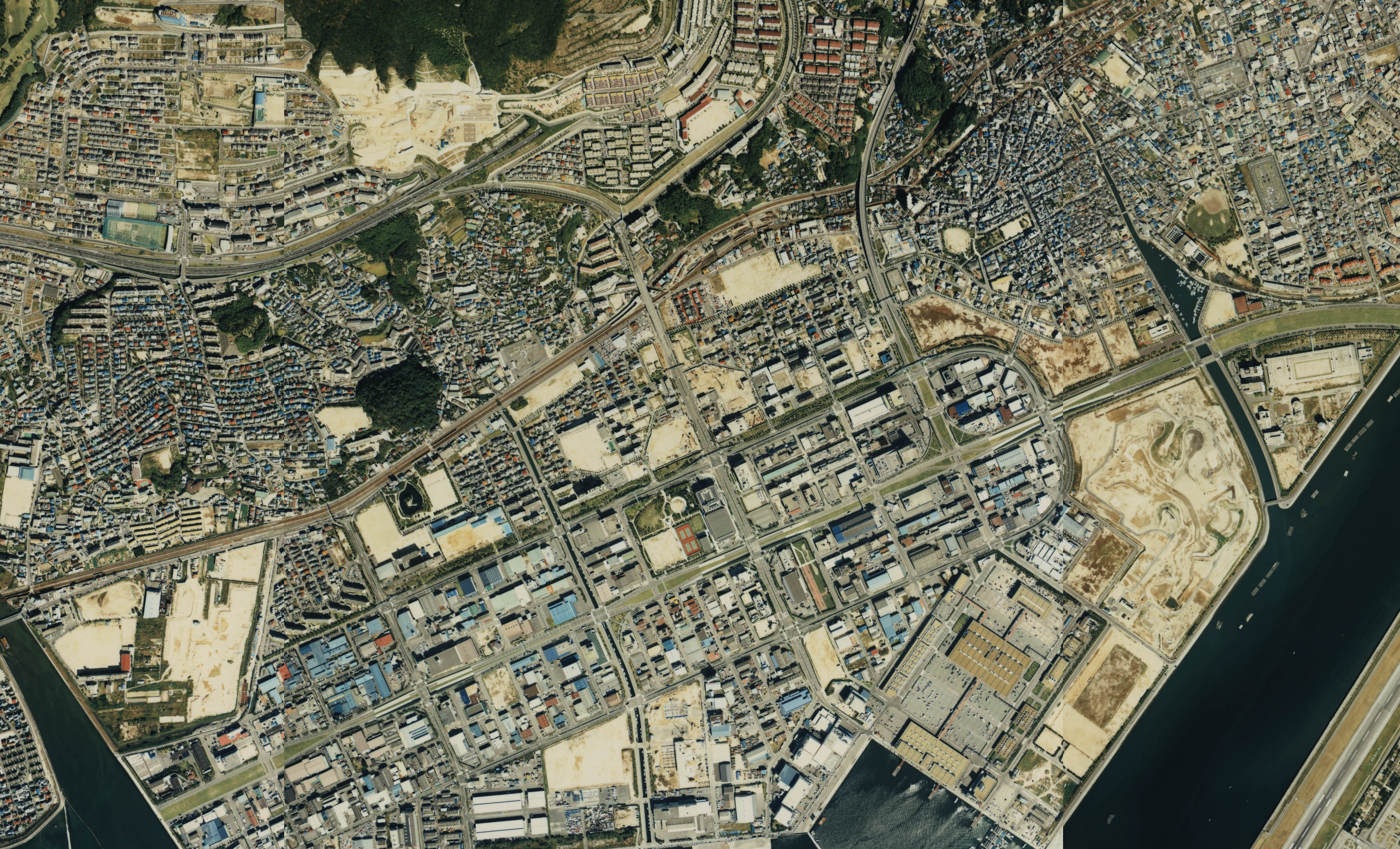
1988年度。国土交通省 国土地理院 地図・空中写真閲覧サービスの空中写真を基に作成

### 人口の変遷
総数 [戸数または世帯数：  、人口：  ]
| 1980年（昭和55年）12月末 | 13世帯 16人 |
| 1990年（平成2年）12月末  | 11世帯 12人 |
| 2000年（平成12年）12月末 | 2世帯 4人   |
| 2010年（平成22年）12月末 | 1世帯 2人   |
| 2014年（平成26年）2月末  | 1世帯 2人   |
| 2015年（平成27年）3月末  | 3世帯 4人   |

## 交通
近隣の鉄道駅
- 山陽本線新井口駅
- 広島電鉄宮島線商工センター入口駅

近隣の道路
- 西広島バイパス商工センターランプ（商工センターでは無いが国道2号からのアクセスに用いる）
- 草津沼田道路草津出入口
- 広島南道路商工センター出入口（隣の高速観音料金所で広島高速3号線と接続し都市高速経由で山陽自動車道広島東ICや海田・呉方面へアクセスできる）
- 広島市道西部流通環状線
- 広島市道草津沼田線
- 広島市道草津鈴が峰線
- 広島市道観音井口線

## 主な施設
商業施設
- エディオンアルパーク南店
- アルパーク（正確には草津新町）
- ヤマダデンキテックランドアルパーク前店（正確には草津新町）
- レクト
- ニトリ
- ダイレックス

公共機関
- 広島市消防局西消防署井口出張所
- 広島西警察署

展示施設など
- 広島サンプラザ
- 広島市中小企業会館

## 誘致企業および組合組織
ここでは広島西部開発事業計画で埋め立てられた地域全体について記している。
本社
- あじかん
- アスティ
- イズミの関連会社。本体に関しても、運送センターがある。
  - ヤマニシ
  - X-SELL（イズミに吸収済、施設内に『泉美術館』がある）
- エル・コ（西広島タイムス）
- オタフクソース
- カトー食品
- スパーク
- セイエル（旧・杉本新和）
- ティーエスアルフレッサ
- 広島共和物産
- 広島県薬業
- 丸徳海苔
- モンテカルロ
- コンセック

市場
- 広島中央卸売市場

漁港
- 草津漁港
- 井口漁港